# Налоговая база
Нало́говая ба́за — стоимостная, физическая или иная характеристика объекта налогообложения. Налогооблагаемая база – часть налоговой базы, остающаяся после всех льготных вычетов, к которой применяется налоговая ставка. Налоговая база является одним из элементов налогообложения.

## Определение
Согласно БРЭ налоговая база — это стоимостная, количественная или иная характеристика объекта налогообложения (выручка от реализации продукции или услуг, прибыль от экономической деятельности, доход физического лица, стоимость движимого или недвижимого имущества). Объект налога и налоговая база совпадают при налогообложении дохода, и не совпадают при налогообложении имущества.
Налогооблагаемая база – это часть налоговой базы, остающаяся после всех льготных вычетов, на которую непосредственно применяется налоговая ставка.

## Общие принципы исчисления налоговой базы
1. Налоговая база и порядок её определения устанавливаются Налоговым кодексом Российской Федерации (НК РФ).
2. Налогоплательщики-организации исчисляют налоговую базу по итогам каждого налогового периода на основе данных регистров бухгалтерского учёта и (или) на основе иных документально подтверждённых данных об объектах, подлежащих налогообложению либо связанных с налогообложением. При обнаружении ошибок (искажений) в исчислении налоговой базы, относящихся к прошлым налоговым (отчётным) периодам, в текущем налоговом (отчётном) периоде перерасчёт налоговой базы и суммы налога производится за период, в котором были совершены указанные ошибки (искажения). В случае невозможности определения периода совершения ошибок (искажений) перерасчёт налоговой базы и суммы налога производится за налоговый (отчётный) период, в котором выявлены ошибки (искажения).
3. Индивидуальные предприниматели, нотариусы, занимающиеся частной практикой, адвокаты, учредившие адвокатские кабинеты, исчисляют налоговую базу по итогам каждого налогового периода на основе данных учёта доходов и расходов и хозяйственных операций в порядке, определяемом Министерством финансов Российской Федерации.
4. Вышеизложенные правила распространяются также на налоговых агентов.
5. Остальные налогоплательщики — физические лица исчисляют налоговую базу на основе получаемых в установленных случаях от организаций и (или) физических лиц сведений о суммах выплаченных им доходов, об объектах налогообложения, а также данных собственного учёта полученных доходов, объектов налогообложения, осуществляемого по произвольным формам.